# Pouydesseaux
 Pouydesseaux  (en occitano Poi de Sauç) es una población y comuna francesa, en la región de Aquitania, departamento de Landas, en el distrito de Mont-de-Marsan y cantón de Roquefort.

## Demografía
| 549 | 488 | 489 | 467 | 616 | 624 |
| Para los censos de 1962 a 1999 la población legal corresponde a la población sin duplicidades (Fuente: INSEE [Consultar]) |     |     |     |     |     |